# Мирослав Радович
Мирослав Радович (серб. Miroslav Radović; нар. 16 січня 1984, Рогатиця) — сербський футболіст, нападник китайського клубу «Хебей Чжунцзі».
Виступав, зокрема, за клуб «Партизан», а також молодіжну збірну Сербії.
Чемпіон Польщі.

## Клубна кар'єра
У дорослому футболі дебютував 2000 року виступами за команду клубу «Мачва».
Протягом 2001—2003 років захищав кольори команди клубу «Телеоптик».
Своєю грою за останню команду привернув увагу представників тренерського штабу клубу «Партизан», до складу якого приєднався 2003 року. Відіграв за белградську команду наступні три сезони своєї ігрової кар'єри.
До складу клубу «Легія» приєднався 2006 року. Протягом наступних 8,5 років відіграти за команду з Варшави 228 матчів в національному чемпіонаті.
У лютому 2015 року залишив Польщу, уклавши дворічний контракт з китайським «Хебей Чжунцзі».

## Виступи за збірну
Протягом 2004–2006 років залучався до складу молодіжної збірної Сербії. На молодіжному рівні зіграв у 6 офіційних матчах, забив 1 гол.

## Титули і досягнення
- Чемпіон Сербії і Чорногорії (1):

«Партизан»: 2005
- Чемпіон Польщі (4):

«Легія» (Варшава): 2013, 2014, 2017, 2018
- Володар Кубка Польщі (5):

«Легія» (Варшава): 2008, 2011, 2012, 2013, 2018
- Володар Суперкубка Польщі (1):

«Легія» (Варшава): 2008
- Чемпіон Словенії (1):

«Олімпія»: 2016